# Songhaj (państwo)

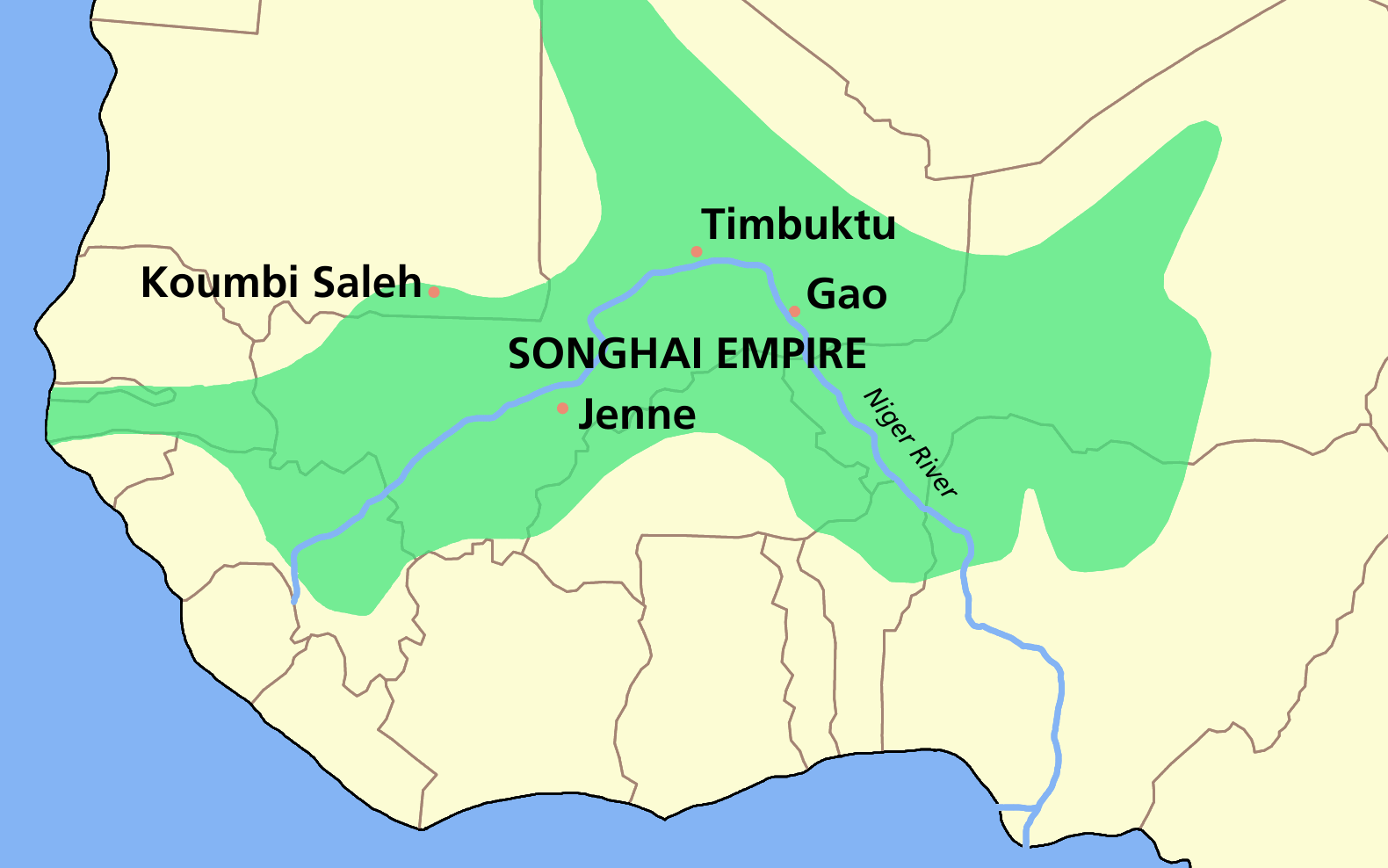
Państwo Songhaj ok. roku 1500

Songhaj – średniowieczne państwo istniejące w VII–XVI w. na terenie zachodniej Afryki. Od XII w. wpływy islamskie, następnie przejściowo uzależnione od Mali (XIV w.). Rozkwit i szczyt potęgi w drugiej połowie wieku XV oraz pierwszym ćwierćwieczu XVI, gdy Songhaj opanował ośrodki handlowe – Timbuktu i Dżenne, przejmując kontrolę nad szlakami handlowymi. W okresie tym państwem rządził Muhammad Ture. Po jego detronizacji kraj znalazł się w stanie kryzysu politycznego. Porządek w kraju przywrócił dopiero Daud (1549–1582), za którego rządów nastąpiło odrodzenie gospodarcze kraju. W roku 1590 sułtan Maroka Ahmad I al-Mansur rozpoczął wojnę z państwem Songhaj. Pretekstem stało się niedotrzymanie postanowień układów handlowych. Na czele armii sułtańskiej stanął Hiszpan Dżaudar (Judar Pasza). 4-tysięczna armia uzbrojona w broń palną i artylerię, rozbiła doszczętnie Songhajczyków w bitwie pod Tondibi.

## Władcy Songhaju

### Dynastia Za
- Alayaman ok. 690
- Zakoi ok. 700
- Takoi ok. 710
- Akoi ok. 720
- Ku ok. 730
- Ali-Fay ok. 740
- Biyu-Kumoy ok. 750
- Biyu ok. 760
- Za-Kuroy ok. 770
- Yama-Karaway ok. 770
- Yama ok. 780
- Yama-Danka-Kiba'u 780-785
- Kukuray 786-789
- Kinkin 791-800
- Kusoy Muslim Dam ok. 1000
- Han-Kuz-Wanku-Dam
- Biyu-Ki-Kima
- Nintasanay
- Biyu-Kayna-Kinba
- Kayna-Shanyunbu

### Dynastia Za c.d.
- Tib
- Yama-Dad
- Fadazu
- Ali-Kuru
- Bir-Fuluku
- Yasiboy
- Duru
- Zenku-Baru
- Bisi-Baru
- Bada
- Bisi Baro Ber ok. 1150

### Dynastia Sonni
- Sunni Ali Kolon ok. 1275
- Sunni Salman Nari
- Sunni Ibrahim Kabyao
- Sunni Uthman Gifo Kanafa ok. 1320
- Sunni Bar-Kayna-Ankabi
- Sunni Musa
- Sunni Bakr Zanku
- Sunni Bakr Dala-Buyunbu
- Sunni Mar-Kiray
- Sunni Muhammad Da'u
- Sunni Muhammad Kukiya ok. 1275
- Sunni Muhammad Fari
- Sunni Karbifu
- Sunni Mar-Fay-Kuli-Jimu
- Sunni Mar-Arkana
- Sunni Mar Arandan
- Sunni Sulayman Dama Dandi ok. 1410 – ok. 1440
- Sunni Silman Dandi ok. 1440 – 1464
- Sunni Ali 1464-1492
- Sunni Abu-Bakry Baro 1492-1493

### Dynastia Askiya
- Askia Muhammad Ture Wielki 1493-1528
- Askia Musa 1528-1531
- Askia Muhammad Benkan 1531-1537
- Askia Ismail 1537-1539
- Askia Ishak I 1539-1549
- Askia Daud 1549-1582
- Askia Mohammed II 1582-1586
- Askia Muhammad Bana 1586-1588
- Askia Ishak II 1588-1591
- Askia Mohammed Gao 1591